# Opisthoxia virginalis
Opisthoxia virginalis är en fjärilsart som beskrevs av Charles Oberthür 1916. Opisthoxia virginalis ingår i släktet Opisthoxia och familjen mätare. Inga underarter finns listade i Catalogue of Life.